# Pioneer Village, Kentucky
Pioneer Village är en ort i Bullitt County i delstaten Kentucky, USA.